# Lebensabend
Lebensabend (Originaltitel: La Fin du jour) ist ein französisches Spielfilmdrama aus dem Jahre 1939 von Julien Duvivier.

## Handlung
Raphaël Saint Clair war einst ein gefeierter Schauspieler, ein Matinee-Idol und Frauenschwarm erster Güte. Doch seine guten Tage sind lange vorbei; er ist verarmt und alt geworden, seine Anhängerinnen haben den einstigen Beau längst vergessen. Nun schlägt Saint Clair den letzten Weg seines Lebens ein: Er setzt sich in einem Heim für betagte Künstler endgültig zur Ruhe. Dort trifft er auf zwei Kollegen, deren Vitae ganz andere Wege gegangen sind: Da ist einmal der talentierte Marny, der über die Tatsache, dass all sein Talent ihm niemals Ruhm und Ehre geschweige denn breite Anerkennung gebracht hat, zutiefst verbittert ist, und auf der anderen Seite der bullige Cabrissade, Typ Stimmungskanone, der sein Leben lang mit der Zweitbesetzung Vorlieb nehmen musste.
Eines Tages gerät das Altenheim in eine schwere finanzielle Schieflage und soll deshalb aufgelöst werden. Mit der dadurch entstehenden Aufmerksamkeit in der Öffentlichkeit kommen die Dinge in Bewegung: So erklären sich bekannte Schauspielkollegen bereit, im Rahmen einer Wohltätigkeitsveranstaltung im Heim aufzutreten. Da einer der jüngeren Kollegen ausfällt, soll Marny dessen Job übernehmen. Cabrissade, der jetzt endlich auch mal zeigen will, was er kann, fleht Marny an, ihm den Vortritt zu lassen. Doch dieser ist nicht dazu bereit, bietet diese Aufgabe doch endlich einmal wieder die Gelegenheit, wenigstens ein bisschen im Rampenlicht der Öffentlichkeit zu stehen. Und so kommt es zu einem Handgemenge. Im Zorn schlägt Cabrissade Marny nieder und tritt selbst auf die Bühne.
Doch die Aufregung, wieder vor Publikum spielen zu können, ist zu viel für ihn. Er erleidet einen Herzinfarkt und stirbt den Bühnentod. Auch um Saint Clair steht es alles andere als gut. Ein letztes Mal hat er seinem Ruf als ewiger Don Juan Genüge geleistet und der Café-Angestellten Jeannette den Kopf verdreht. Doch was für ihn hier wie eh und je nur ein großes Spiel ist, hat für das junge Mädchen tragische Ausmaße, da sie sich ernsthaft in den Zyniker verliebt hat. Bald wird klar, dass Saint Clair geistig verwirrt ist. Man holt ihn ab und bringt ihn in eine Nervenheilanstalt. Zurück bleibt der ewige Verlierer Marny, der diesmal jedoch als letzter Verbliebener ein Gewinner geworden ist. Er kümmert sich um das von Saint Claire „benutzte“ Mädchen und hat am Grab von Cabrissade endlich seinen großen Auftritt, als er dort die Totenrede hält.

## Produktionsnotizen
Lebensabend entstand Ende 1938 und erlebte am 24. März 1939 seine Welturaufführung. Noch im selben Jahr lief der Film auch in Dänemark und den Vereinigten Staaten an. In Deutschland wurde Lebensabend erst 1950 herausgebracht.
Die Filmbauten wurden von Jacques Krauss entworfen.
Der Film kann dem poetischen Realismus zugeordnet werden.

## Kritiken
Reclams Filmführer befand zu Lebensabend: „Duvivier, der stets ein ‚Schauspieler-Regisseur‘ gewesen ist, hat hier eine bittere, zum Teil grausame Analyse geliefert. Während die Handlung stellenweise pathetisch, gelegentlich melodramatisch ist, überzeugt die Schilderung der Charaktere und der Atmosphäre, überzeugen vor allem die Details, die kleinen Reaktionen und Gesten, die dem Ganzen dennoch Glaubwürdigkeit geben.“
Das Lexikon des Internationalen Films urteilte: „Sicherlich eine großartige psychologische Studie von Duvivier, in der allerdings Louis Jouvet und Michel Simon sich an Bitterkeit übertreffen müssen. Ein sehr trauriger Film.“